# Luca Mozzato
Pour les articles homonymes, voir Mozzato.
Luca Mozzato, né le 15 février 1998 à Arzignano (Vénétie), est un coureur cycliste italien.

## Biographie
Luca Mozzato commence le cyclisme à l'âge de 9 ou 10 ans. Dans sa jeunesse, il soutient tout particulièrement le champion belge Tom Boonen,.

### B&B Hotels-Vital Concept

#### Saison 2020
Il séduit Jérôme Pineau, manager de la ProTeam française B&B Hotels-Vital Concept, lors du Tour de Bretagne 2019, y décrochant trois tops 5 et la sixième place au général. Il le définit comme un coureur capable de passer les bosses et allant vite au sprint. Il débute sous ses nouvelles couleurs sur le GP La Marseillaise (abandon) puis enchaîne par l’Étoile de Bessèges (13e de la deuxième étape) et le Tour de La Provence (14e de la première étape). Le 8 mars, il échoue au pied du podium sur le GP Jean-Pierre Monseré (4e) avant que la saison ne soit suspendue à cause de la pandémie de Covid-19. 
Le 15 août 2020, il se classe 17e d'À travers le Hageland, remportée par le coureur belge Jonas Rickaert. Trois jours plus tard, il est au départ du Tour du Limousin-Nouvelle-Aquitaine (8e de la quatrième étape) avant de prendre part à sa première épreuve World Tour, la Bretagne Classic (21e). Il passe proche de la victoire sur le Tour Poitou-Charentes, 4e et 2e d'étape, remportant le sprint du peloton mais devancé par Sander Armée, échappé et résistant à son retour. Le 20 septembre, il échoue au pied du podium sur le Grand Prix d'Isbergues (4e) puis se classe sixième de la semi-classique Paris-Camembert deux jours plus tard. Pour conclure sa saison, il participe à trois classiques, Gand-Wevelgem, le Tour des Flandres et les Trois Jours de Bruges-La Panne.

#### Saison 2021
Sa deuxième saison au sein de la structure bretonne commence sur Le Samyn (106e). Cinq jours plus tard, il réalise son premier top 15 sur le GP Jean-Pierre Monseré (14e), place qu'il retrouve la semaine suivante sur Paris-Troyes. Le 17 mars, il monte sur le podium de la Nokere Koerse, remportant le sprint du peloton qui ne parvient pas à reprendre les deux rescapés de l'échappée du jour, Damien Gaudin et Ludovic Robeet, le vainqueur. Il se classe 8e de la roue tourangelle le 4 avril au terme d'un sprint massif. Trois jours plus tard, il conclut à la 7e place le GP de l'Escaut. Aligné sur le Tour de Turquie, il réalise trois nouveaux tops 10, deux fois huitième d'étape et sixième de la sixième étape. Début juin, il termine 8e sur le Tour des onze villes.
Il enchaîne les accessits en juillet et en août, deux fois quatrième d'étape sur le Tour de Wallonie, 3e de l'Egmont Cycling Race, 6e du GP Marcel Kint et auteur de trois tops 10, dont une troisième place, sur le Tour d'Allemagne dont il prend la 7e place au général. En fin de saison, il termine pour la cinquième fois huitième d'une course, sur l'Eurométropole Tour, avant de prendre le départ de son premier Paris-Roubaix (20e).

#### Saison 2022
Il épingle son premier dossard en 2022 sur le Tour de la Communauté valencienne, auteur de deux tops 10, 6e et 10e d'étape. Il enchaîne par la première classique belge de la saison, le Circuit Het Nieuwsblad (26e). En mars, il est retenu pour participer à son premier Paris-Nice, où il se classe 7e de la deuxième étape. La semaine suivant Paris-Nice, il se classe 8e de la Bredene Koksijde Classic avant de s'attaquer à un bloc de classiques World Tour, prenant le départ de la Classic Bruges-La Panne (23e), de Gand-Wevelgem (74e), d'À travers les Flandres (44e) et du Tour des Flandres (25e) où il est membre de l'échappée du jour. Après cette dernière, il ne dispute que trois autres courses en avril, le GP de l'Escaut (18e), Paris-Camembert (8e) et son deuxième Paris-Roubaix (83e). Un mois plus tard, il décroche son meilleur résultat depuis le début de la saison, 5e du Grand Prix du Morbihan avant de faire encore mieux le lendemain, deuxième du Tro Bro Leon, remporté par Hugo Hofstetter. Son équipe le sélectionne pour son premier Grand Tour, le Tour de France 2022, et le journal L'Equipe, lié à l'organisateur ASO, le choisit pour être l'un des trois néophytes (et le seul étranger) interviewés tour à tour pour le carnet de bord « Mon premier Tour ». Bénéficiant du travail de son équipe et n'hésitant pas à rivaliser avec les sprinteurs les plus chevronnés du peloton, il se classe 9e de la 2e étape à Nyborg, puis 6e de la 4e étape à Calais. Mais il s'illustre également sur des étapes au profil plus accidenté, comme celles arrivant à Saint-Etienne (9e), et Carcassonne (8e).

### Arkéa

#### Saison 2023
L'équipe de Jérôme Pineau cessant son activité en fin d'année 2022, Mozzato est libre de tout contrat. Arkéa-Samsic annonce en décembre 2022 son recrutement en vue de la saison 2023. Mozzato remporte sa première victoire au sein de l'équipe le 16 août à l'occasion de la deuxième étape du Tour du Limousin-Périgord-Nouvelle-Aquitaine. Le lendemain, son équipe annonce la prolongation de son contrat jusqu'en fin d'année 2025. Le 3 octobre, il gagne sa première course d'un jour chez les professionnels en remportant Binche-Chimay-Binche en Belgique.

#### Saison 2024
Le 15 mars 2024, il remporte au sprint la Bredene Koksijde Classic, sa première victoire en UCI ProSeries, en remontant in extremis Dylan Groenewegen.
Le 31 mars 2024, il termine deuxième du Tour des Flandres, permettant à l'équipe Arkea d'obtenir le premier podium de son histoire sur l'un des Monuments.

## Palmarès

### Palmarès amateur
| - 2014 - Champion d'Italie sur route étudiants - Coppa d'Oro - 2015 - Champion d'Italie d'omnium juniors - Coppa Valsenio - Trofeo Comune di Vertova - 3e du Trofeo Buffoni - 2016 - Champion d'Italie du contre-la-montre par équipes juniors - Gran Premio Sportivi di Sovilla - 2e du Trofeo Comune di Vertova - 4e du championnat du monde sur route juniors | - 2017 - Gran Premio Industria del Cuoio e delle Pelli - Trofeo Gianfranco Bianchin - 2e de la Coppa San Vito - 2e du Circuito Alzanese - 2018 - 2e de la Coppa Collecchio - 2019 - Circuito del Porto-Trofeo Arvedi - 2e du Trophée de la ville de Brescia - 2e du Gran Premio Comune di Cerreto Guidi |  |

### Palmarès professionnel
- 2021
  - 3e de Nokere Koerse
  - 3e de l'Egmont Cycling Race
- 2022
  - Vainqueur du classement des jeunes de la Coupe de France
  - 2e du Tro Bro Leon
  - 2e de la Marcel Kint Classic
  - 3e du Tour de Vendée
- 2023
  - 2e étape du Tour du Limousin-Périgord-Nouvelle-Aquitaine
  - Binche-Chimay-Binche
- 2024
  - Bredene Koksijde Classic
  - 2e du Tour des Flandres
  - 10e de la Classic Bruges-La Panne

### Résultats sur les grands tours

#### Tour de France
3 participations
- 2022 : 103e
- 2023 : 132e
- 2024 : 137e

#### Tour d'Italie
1 participation
- 2025 : 138e

### Classements mondiaux
| Année                                 | 2018  | 2019 | 2020 | 2021 | 2022 | 2023 | 2024 |
| ------------------------------------- | ----- | ---- | ---- | ---- | ---- | ---- | ---- |
| Classement mondial                    | 1280e | 752e | 209e | 120e | 66e  | 116e | 66e  |
| UCI Europe Tour                       | 792e  | 548e | 174e | 103e | 54e  | 94e  | 53e  |
|                                       |       |      |      |      |      |      |      |
| Légende : nc = non classéSource : UCI |       |      |      |      |      |      |      |